# هن‌فورد (واشینگتن)
هن‌فورد (به انگلیسی: Hanford) یک منطقهٔ مسکونی در ایالات متحده آمریکا است که در شهرستان بنتون، واشینگتن واقع شده‌است. هن‌فورد ۱۲۳ متر بالاتر از سطح دریا واقع شده‌است.